# Dzitbalché
Dzitbalché är en stad i Mexiko, och huvudort i kommunen Dzitbalché i delstaten Campeche. Dzitbalché ligger 17 meter över havet och antalet invånare är 10 902.
Terrängen runt Dzitbalché är platt. Runt Dzitbalché är det ganska glesbefolkat, med 27 invånare per kvadratkilometer. Närmaste större samhälle är Calkiní, 5,6 km norr om Dzitbalché. I omgivningarna runt Dzitbalché växer i huvudsak lövfällande lövskog.